# 以巴弗提
以巴弗提，又譯厄帕洛狄托、伊帕弗底土斯，是在基督教《新約》中出現的教會人物。出身於腓立比教會，曾為使徒保羅的助手，使徒保羅也以使徒來稱呼他。
東正教會與天主教會皆尊崇他為聖人，認為他是首任腓立比教會主教（Bishop of Philippi），首任安德里亞克教會主教（Bishop of Andriake）以及首位泰拉奇納教會主教（Bishop of Terracina）。

## 生平
以巴弗提是個希臘名字，意思為「使人喜悅喜愛的」，名字的字根來自女神阿佛洛狄忒。對以巴弗提的記載主要來自〈腓立比書〉。當保羅離開馬其頓，至羅馬傳教，被囚禁時，腓立比教會曾派遣以巴弗提，攜帶物資，供給保羅傳教生活所需。在照料保羅時，以巴弗提因生病，保羅請他回到腓立比教會，帶回〈腓立比書〉。
在〈腓立比書〉2章25節，保羅稱呼他為「你們的使徒（希臘語：ἀπόστολος）與我需要的差役（希臘語：λειτουργός）」。使徒這個稱呼，在希臘文中為「受差遣者」，在早期基督教會是一個特殊的頭銜，曾冠在耶穌十二門徒與保羅之上。